# Verena Steinhauser
Verena Steinhauser (Bressanone, 14 ottobre 1994) è una triatleta italiana, campionessa italiana di triathlon olimpico dell'anno 2016.

## Biografia
Nel 2021 viene convocata e partecipa alla sua prima Olimpiade a Tokyo 2020 con un 20º posto nella gara individuale e un 8º posto nella staffetta mista 2+2.